# جيمس بار
جيمس بار (بالإنجليزية: James Parr)‏ هو دبلوماسي ومحامي وسياسي نيوزلندي، ولد في 18 مايو 1869، وتوفي في 2 مايو 1941. انتخب وزير العدل ‏ (27 يونيو 1923 – 18 يناير 1926) وانتخب وزير التعليم ‏ وانتخب عضو مجلس النواب نيوزيلندا.